# Хайуей
„Хайуей“ е черногорска група, която ще представи Черна гора на „Евровизия 2016“ в Стокхолм, Швеция.
Участва във втория сезон на „X Factor Adria“ и става 4-та на финал.
Групата е съставена от Петър Тошич (вокал), Марко Пешич и Лука Войводич (китаристи и беквокали).